# Górkowo (Głogów)
Osiedle Górkowo w Głogowie – część miasta, znajdująca się na obrzeżach Głogowa. Znajduje się tutaj tor motocrossowy, na którym odbywają się m.in. Mistrzostwa Polski czy Europy w Motocrossie oraz różnego rodzaje festyny i imprezy rodzinne. Na osiedlu znajdują się również ogródki działkowe. Do 1945 roku na terenie Górkowa stała wieża Bismarcka.

## Granice osiedla
Północ – Żarków

Południe – Szczyglice (Gmina Głogów)

Wschód – Piastów Śląskich, Krzepów

Zachód – Ruszowice (Gmina Głogów)

## Komunikacja miejska
Na osiedle Górków można dojechać autobusami KM Głogów następującymi liniami:
- 8 – Piastów – Dworzec PKS.